# Elin Mattsson

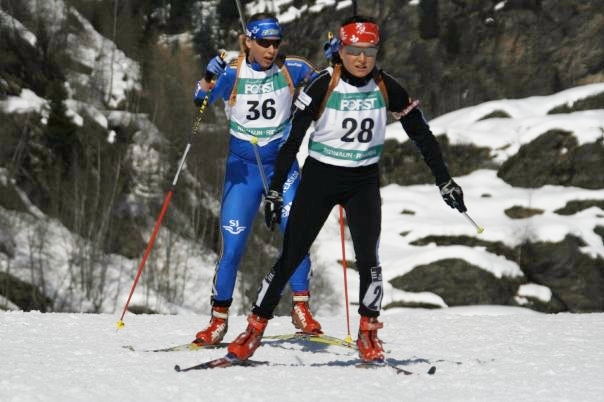
Elin Mattsson (nr 36) i IBU-cupen i Ridnaun 2009

Elin Cathrine Mattsson, född 21 september 1986 i Fryksände församling, Torsby kommun,  är en svensk skidskytt.
Mattsson debuterade i världscupen säsongen 2009/2010 i Östersunds sprintlopp.